# Strada Corsa
La Strada Corsa è stata una nave Ro-Ro operativa per la compagnia di navigazione italiana Strade Blu dal 2009 al 2012 e di proprietà della Corsica Ferries - Sardinia Ferries dal 2011 al 2013. 

## Servizio
Varata il 20 marzo 1978 nei cantieri navali coreani Hyundai H.I. di Ulsan per la Stena Rederi con il nome di Merzario Espania, viene noleggiata nell'agosto dello stesso anno alla Merzario Lines fino al gennaio del 1980, quando viene noleggiata alla Townsend Thoresen European Ferries e ribattezzata Nordic Ferry, prendendo servizio sul collegamento tra Felixstowe ed Europoort.

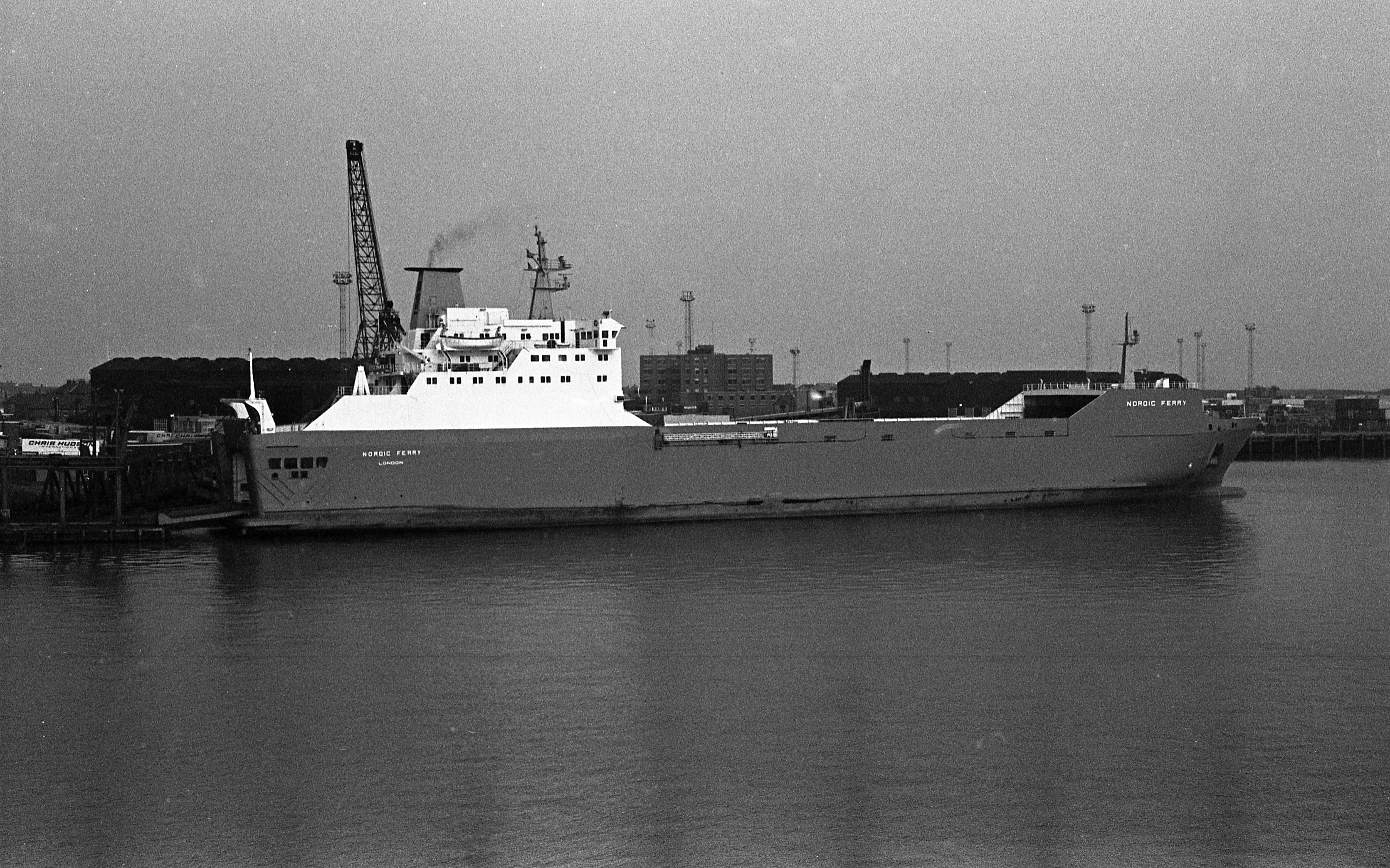
L'allora Nordic Ferry ormeggiato a Felixstowe nel 1980.

Dal 16 dicembre 1980 al 7 febbraio 1981 subisce intensi lavori di ammodernamento presso i cantieri navali Hapag Lloyd Werft GmBh di Bremerhaven, con l'aggiunta di 1 ponte esterno e di numerosi spazi interni adibiti al trasporto passeggeri.
Da aprile 1982  al 24 agosto 1982  viene noleggiata alla Royal Marine per il trasporto di rifornimenti alle Isole Falkland.Dal 25 agosto 1982 torna regolarmente in servizio sulla Felixstowe-Europoort.
Nel dicembre del 1984 viene venduta Monarch Steamship Co Ltd.
Da marzo a Giugno del 1986 viene di nuovo riammodernizzata nei cantieri navali Wilton Feyenoord BV di Rotterdam e convertito in traghetto passeggeri
A giugno ritorna in servizio e viene immessa nei collegamenti tra Felixstowe e Zeebrugge.
Il 4 febbraio 1987, durante la navigazione, entra in collisione con la nave frigorifera San Salvador nei pressi del porto di Harwich.
Il 31 dicembre 1987 viene venduta alla P&O European Ferries, entrando in servizio solamente nel 1989 di nuovo sulla Felixstowe-Zeebrugge.
Il 18 febbraio 1991 viene acquistata dalla Natwest Finance, che la noleggia alla P&O a scafo nudo.
Nel febbraio del 1992 viene ribattezzata Pride of Flanders.
Il 22 ottobre 1995 viene spostata di nuovo sulla Felixstowe-Europoort in seguito alla soppressione della rotta su cui operava precedentemente.
Nel novembre del 1995 viene convertita in traghetto merci nei cantieri Harland e Wolf di Belfast e successivamente torna regolarmente in linea.
Nel luglio del 2002 viene venduta alla Stena Line Ab, ed il 24 luglio viene ribattezzata troncando il nome in Flanders.
Dal 15 settembre 2002 entra in linea sulla Harwich-Europoort e dal 24 settembre alla fine di ottobre viene noleggiata alla Scandilines, entrando in servizio sulla Trelleborg-Travemünde.
A novembre 2002 viene sottoposta a lavori di manutenzione presso il cantiere navale polacco Remontowa di Danzica e ribattezzata Stena Transporter, prendendo servizio il 23 novembre sulla Harwich-Rotterdam.
Dal 24 gennaio al 5 febbraio 2003 viene spostata sulla Hoek van Holland-Killingholme.
Da aprile a luglio 2003 viene spostata nella rotta tra Dublino e Holyhead.

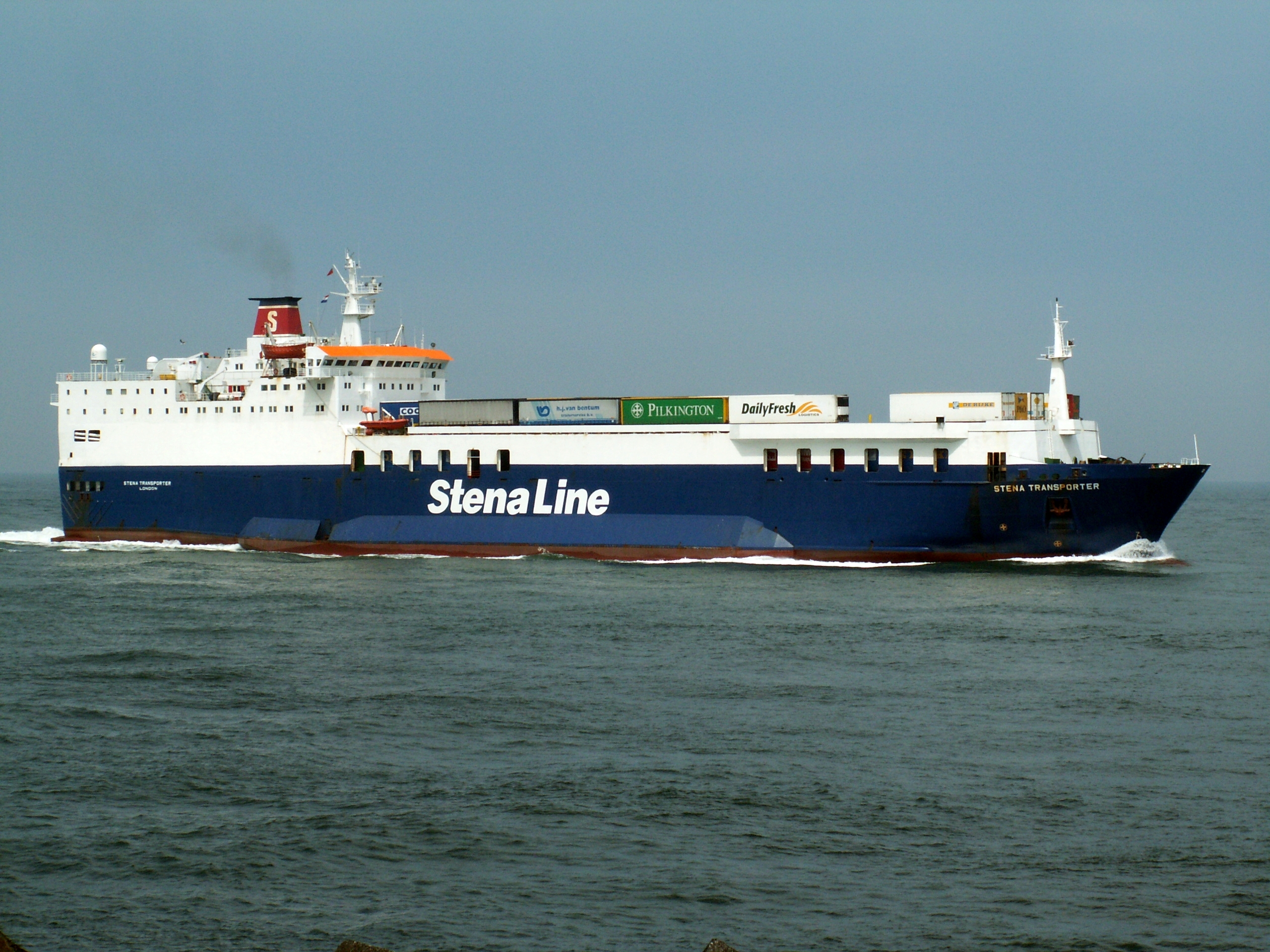
L'allora Stena Transporter in arrivo a Rotterdam nel 2005.

Nell'ottobre del 2007 viene inserita nella Rotterdam-Harwich fino al 1 marzo 2009, quando viene disarmata e messa in vendita.
A giugno 2009 viene venduta all'italiana Strade Blu che la ribattezza Strada Corsa.
Il 29 giugno 2009 parte da Rotterdam per Vado Ligure e a luglio entra in servizio sul collegamento merci Livorno-Olbia. 
Pochi mesi dopo, con l'acquisizione del gruppo Strade Blu da parte di Corsica Ferries - Sardinia Ferries, viene riverniciata con la livrea della nuova compagnia.
Nel 2011 viene noleggiata alla Moby Cargo, tornando in servizio sulla Livorno-Olbia.
Il 21 settembre 2013 viene disarmata nel porto di La Spezia.
Ad ottobre 2013 viene venduta alla messicana Baja Ferries, che la ribattezza La Paz Star, partendo da La Spezia per La Paz il 10 ottobre.
Nel dicembre del 2016 viene venduta alla greca Fabrilo Holdings Ltd, battendo bandiera cipriota e venendo ribattezzata Med Star.
Nel 2017 viene noleggiata alla Blue Star Ferries.
Il 15 giugno 2017 è scoppiato un incendio in sala macchine della nave mentre si trovava al largo di Rodi, costringendo l'equipaggio ad abbandonare la nave, che successivamente verrà rimorchiata a Salamina.
A dicembre 2017 viene venduta per la demolizione a causa dei costi eccessivi per le riparazioni.
Il 6 dicembre 2017, parte per la demolizione al rimorchio con il nome troncato in Star ed arrivando ad Aliağa l'11 dicembre successivo.

## Navi gemelle
- Merzario Ausonia
- Stena Runner
- Elk
- Stena Prosper
- Progetto Stena
- Alpha Enterprise
- Tor Felicia
- Norski
- Imparca Express I
- Stena Trader